# Università in Canada
Qui di seguito vi è una lista delle università del Canada, ordinate in base alle province canadesi.

## Alberta
- Università Athabasca, Athabasca
- Università dell'Alberta, Edmonton
- Università di Calgary, Calgary
- Università di Lethbridge, Lethbridge

## Columbia Britannica
- University Canada West, Vancouver
- Università della Columbia Britannica, Vancouver
- Università della Columbia Britannica del Nord, Prince George
- Università di Victoria, Victoria
- Università Royal Roads, Victoria
- Università Simon Fraser, Burnaby
- Università Thompson Rivers University, Kamloops
- Università Trinity Western University, Township of Langley

## Manitoba
- Università Brandon, Brandon
- Università di Manitoba, Winnipeg
- Università di Winnipeg, Winnipeg

## Terranova e Labrador
- Università memoriale della Terranova e Labrador, Saint John's

## Nuovo Brunswick
- Università battista atlantica, Moncton
- Università Mount Allison, Sackville
- Università Santo Tomas, Fredericton
- Università di Moncton, Moncton
- University of New Brunswick, Fredericton e Saint-Jean

## Nuova Scozia
- Acadia University (Wolfville)
- Cape Breton University (Sydney)
- Dalhousie University (Halifax)
- Mount Saint Vincent (Halifax)
- Saint Francis Xavier University (Antigonish)
- Saint Mary's University (Halifax)
- Sainta-Anne University (Church Point)

## Ontario
- Università Brock (Saint Catharines)
- Università Carleton (Ottawa)
- Università Lakehead (Thunder Bay)
- Laurentian University (Sudbury)
- Università McMaster (Hamilton)
- Università Nipissing (North Bay)
- Queen's University (Kingston)
- Università Ryerson (Toronto)
- Università Trent (Peterborough)
- Università di Guelph (Guelph)
- University of Ontario Institute of Technology (Oshawa)
- Università di Ottawa (Ottawa)
- Università di Toronto (Toronto)
- Università di Waterloo (Waterloo)
- University of Western Ontario (London)
- Università di Windsor (Windsor)
- Wilfried-Laurier University (Waterloo)
- Università di York (Toronto)

## Isola del Principe Edoardo
- Università dell'Isola del Principe Edoardo, Charlottetown

## Québec
- Bishop's University (Lennoxville)
- Università Concordia (Montréal)
- Università Laval (Québec)
  - Centro universitario degli Appalachi (Saint-Georges)
    - Campus di Sainte-Marie
    - Campus di Saint-Georges
    - Campus di Thetford Mines
- Università McGill (Montréal)
- Università di Montréal (Montréal)
  - Campus di Lanaudière (Terrebonne)
  - Campus di Longueuil (Longueuil
  - Campus di Québec (Québec)
  - Campus di Ville de Laval (Laval)
  - École Polytechnique (Montréal)
  - École des hautes études commerciales de Montréal (Montréal)
- Università del Québec (Québec)
  - École de technologie supérieure (Montréal)
  - École nationale d'administration publique (Québec)
    - Campus di Gatineau
    - Campus di Montréal
    - Campus di Québec
    - Campus di Saguenay
    - Campus di Trois-Rivières

  - Institut national de la recherche scientifique (Québec)
  - Télé-université (Québec)
  - Università del Québec ad Abitibi-Témiscamingue (Rouyn-Noranda)
    - Campus di Amos
    - Campus di Rouyn-Noranda
    - Campus di Val-d'Or
    - Centro universitario di Chibougamau
    - Centro universitario di Lebel-sur-Quévillon
    - Centro universitario di La Sarre
    - Centro universitario di Matagami/Radisson
    - Centro universitario di Barraute/Senneterre
    - Centro universitario di Ville-Marie/Témiscaming

  - Università del Québec a Chicoutimi (Saguenay)
    - Centro di studi universitari di Charlevoix (La Malbaie)
    - Centro di studi universitari dell'Est de la Côte-Nord (Sept-Îles)
    - Centro di studi universitari di Haut-Lac-Saint-Jean (Saint-Félicien)
    - Centro di studi universitari di Lac-Saint-Jean Est (Alma)

  - Università del Québec a Montréal (Montréal)
    - Campus di Lanaudière (Repentigny)
    - Campus di Laval (Laval)
    - Campus di Montérégie (Saint-Lambert)
    - Campus dell'Ouest-de-l'Île (Kirkland)

  - Università del Québec nell'Outaouais (Gatineau)
    - Centro di studi universitari delle Laurentides (Saint-Jérôme)

  - Università del Québec a Rimouski (Rimouski)
    - Campus di Lévis
    - Campus di Rimouski

  - Università del Québec a Trois-Rivières (Trois-Rivières)
    - Centre universitaire des Appalaches (Saint-Georges)
      - Campus di Sainte-Marie
      - Campus di Saint-Georges
      - Campus di Thetford Mines

    - Centro universitario di Drummondville
    - Centro universitario di Joliette
    - Centro universitario di Québec
    - Centro universitario di Saint-Hyacinthe
    - Centro universitario di Sorel-Tracy
    - Centro universitario di Varennes
    - Centro universitario di Victoriaville
- Università di Sherbrooke (Sherbrooke)
  - Campus di Fleurimont
  - Campus di Longueuil
  - Campus di Sherbrooke

## Saskatchewan
- First Nations University of Canada, Regina
- Università di Regina, Regina
- Università di Saskatchewan, Saskatoon